# Inbjudningsturnering (snooker)
En inbjudningsturnering inom snooker är en turnering som inte ger spelarna några poäng till världsrankingen, till skillnad från rankingturneringar. Istället tävlar spelarna enbart om äran och prispengarna. Med undantag för Masters, som är en av de tre största turneringarna inom snooker, har inbjudningsturneringarna i allmänhet lägre status bland toppspelarna, och ofta finns inte alla de bästa spelarna med. 
Tidigare bjöd arrangörer in vem de ville till sina turneringar, särskilt de populära spelarna. De flesta inbjudningsturneringar idag har däremot tydliga kvalificeringsregler som baseras på världsrankingen eller på prestationer i säsongens turneringar. 
Flera turneringar, däribland UK Championship, har genom åren spelats både med och utan rankingstatus. För att en turnering skall kunna få rankingstatus ställer biljard- och snookerförbundet WPBSA vissa krav på arrangemanget, bland annat vad gäller prispengar.

## Nuvarande inbjudningsturneringar
I dagsläget (2017) spelas sex inbjudningsturneringar. Nationella mästerskap tas ej upp, ej heller amatörmästerskap och liknande.
- Haining Open (oktober)
- China Championship (november)
- Champion of Champions (november)
- Masters (januari)
- Championship League (januari–mars)
- Senior-VM (januari–mars)

## Tidigare inbjudningsturneringar
Årtalen anger vilka år turneringarna spelats som inbjudningsturneringar. Många av turneringarna har senare fått rankingstatus.

### Inbjudningsturneringar som aldrig haft rankingstatus
- News of the World Tournament 1950–1959
- World Matchplay 1952–1957, 1976, 1988–1992
- Pot Black 1969–1986, 1991–1993, 2005–2007
- Park Drive £2000 1971–1972
- Pontins Professional 1974–2000
- Tolly Cobbold Classic 1979–1984
- Australian Masters 1979–1987
- Scottish Masters 1981–2002
- Hong Kong Masters 1983–1988
- Carlsberg Challenge 1984–1988 (Även under namnen Carling Challenge och Fosters Professional)
- Kit Kat Break for World Champions 1985 (Endast för tidigare världsmästare)
- Benson & Hedges Championship 1990–2002 (1992 som Minor Ranking Event)
- Liverpool Victoria Charity Challenge 1995–1999
- Riley Superstar International 1997
- Millennium Cup 1999
- Champions Cup 1999–2001 (Endast för vinnare av större titlar föregående säsong)
- World Series of Snooker 2008–2009

### Inbjudningsturneringar som senare fått rankingstatus
- VM 1927–1973 (Rankingstatus från 1974)
- UK Championship 1977–1983 (Rankingstatus från 1984)
- Irish Masters 1978–2002 (Rankingstatus från 2003)
- Wilsons Classic/Lada Classic 1980–1983 (Rankingstatus från 1984, bland annat under namnet Mercantile Credit Classic)
- Yamaha Organs International Masters 1980–1984 (Även med namnet British Gold Cup och Yamaha Organs Trophy. Senare British Open)
- Jameson International 1981 (Rankingstatus från 1982, bland annat under namnen International Open och Scottish Open)
- Canadian Masters 1985–1987 (Rankingstatus 1988)
- Dubai Masters 1988 (Rankingstatus från 1989, bland annat under namnet Dubai Duty Free Classic)
- Strachan Challenges 1994 (Rankingstatus 1992, Minor Ranking 1993)
- Malta Grand Prix 1994–1998, 2001 (Rankingstatus 2000)
- China Challenge 1997 (Rankingstatus från 1998, under namnen China Open och China International)
- German Masters 1998 (Rankingstatus 1995–1997 under namnet German Open, samt från 2011)
- Northern Ireland Trophy 2005 (Rankingstatus från 2006)
- Malta Cup 2008 (Rankingstatus 2005–2007)

### Lagtävlingar
- World Doubles Championship 1982–1987
- World Cup 1979–1990, 1996, 2011–
- Nations Cup 1999–2001